# Revelator
Revelator è l'album di debutto del gruppo blues rock del gruppo Tedeschi Trucks Band, pubblicato nel 2011 da Sony Masterworks. Registrato negli Swamp Raga Studios di Derek e Susan a Jacksonville, coprodotto da Derek con il produttore e ingegnere Jim Scott. L'album ha vinto il Grammy Award come Best Blues Album ai 54 Grammy Awards.

## Accoglienza
Il critico musicale di Allmusic Thom Jurek ha elogiato l'album e ha scritto la registrazione "dimostra qualcosa oltre la loro ben fondata reputazione di unità dal vivo: che possono scrivere, esibirsi e produrre grandi canzoni che catturano l'autentico fuoco emotivo e arrangiamenti che così tante registrazioni moderne di blues mancano... Revelator è un album di radici che definisce uno standard moderno anche quando trae ispirazione dal passato: ha tutto ciò che un ascoltatore può desiderare: grinta, groove, emozioni crude".

## Tracce
1. Come See About Me – 3:48
2. Don't Let Me Slide – 5:04
3. Midnight in Harlem – 5:52
4. Bound for Glory – 5:28
5. Simple Things – 4:43
6. Until You Remember – 6:11
7. Ball and Chain – 3:58
8. These Walls – 6:01
9. Learn How to Love – 4:23
10. Shrimp and Grits (Interlude) (Strumentale) – 1:45
11. Love Has Something Else to Say – 5:55
12. Shelter – 4:20
13. Ghost Light (Traccia nascosta, strumentale) – 3:38